# Astaenomoechus criberrimus
Astaenomoechus criberrimus är en skalbaggsart som beskrevs av Renaud Maurice Adrien Paulian 1982. Astaenomoechus criberrimus ingår i släktet Astaenomoechus och familjen Hybosoridae. Inga underarter finns listade.